# Linia U5 metra w Berlinie
Linia U5 metra w Berlinie – linia metra w Berlinie. Linia ma długość 22,4 km i liczy 26 stacji.

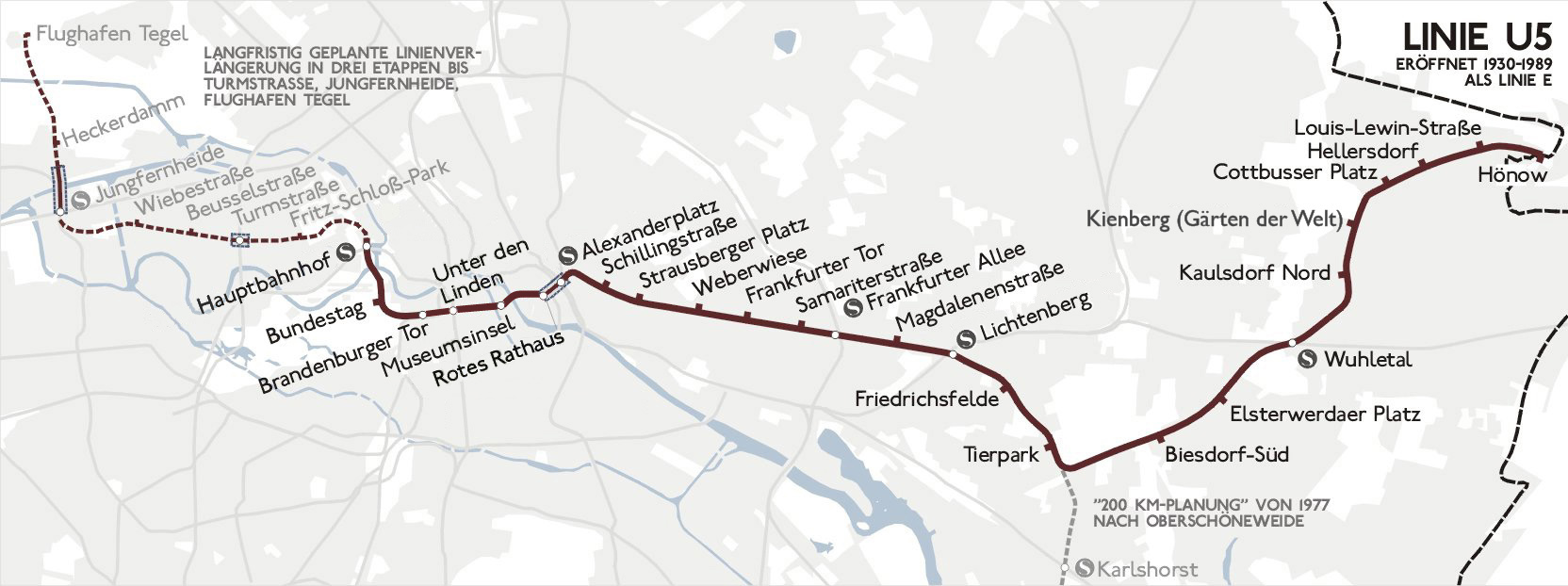
Berlińska linia metra U5 oraz planowane jej przedłużenie

Linia przebiega przez następujące dzielnice: Hellersdorf, Biesdorf, Kaulsdorf, Friedrichsfelde, Rummelsburg, Lichtenberg, Friedrichshain i Mitte.

## Daty oddania[2]
- 21 grudnia 1930: Alexanderplatz – Friedrichsfelde
- 25 czerwca 1973: Friedrichsfelde – Tierpark
- 1 lipca 1988: Tierpark – Elsterwerdaer Platz
- 1 lipca 1989: Elsterwerdaer Platz - Hönow
- 2 października 1991: stacja Louis-Lewin-Straße
- 4 grudnia 2020: oddanie do użytku przedłużenia do Hauptbahnhof poprzez połączenie z tymczasową linią U55
- 9 lipca 2021: oddanie do użytku stacji Museuminsel